# Spitfire Prelude and Fugue

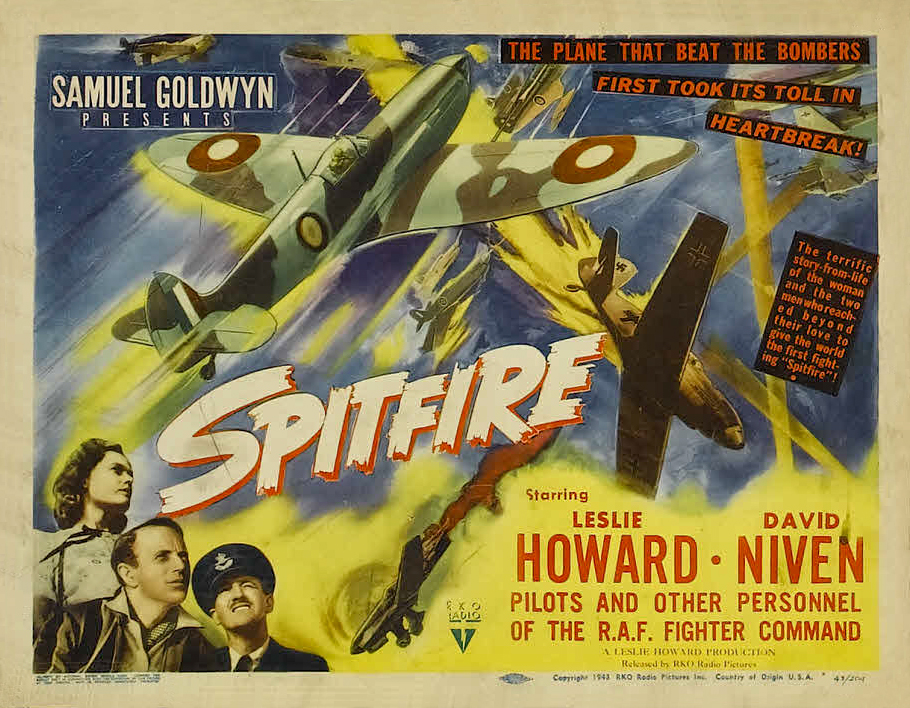
Werbung für den Film The First of Few, in den USA 1943 unter dem Titel Spitfire veröffentlicht

Spitfire Prelude and Fugue ist der Titel eines Orchesterwerks des englischen Komponisten William Walton (1902–1983). Es bildet einen für die Konzertbühne gedachten Auszug aus der Musik zu dem 1942 entstandenen englischen Kriegsfilm The First of the Few.

## Anlass und Inhalt
William Walton hatte in den 1930er-Jahren erste Erfahrungen mit der Komposition von Filmmusik gesammelt, und im Zweiten Weltkrieg stellte ihn die britische Regierung vom Kriegsdienst frei unter der Bedingung, für militärpropagandistische Filme die Musik beizusteuern. Allein im Jahr 1942 entstanden vier dieser Partituren, darunter diejenige zu dem Film The First of the Few unter Regie von Leslie Howard, der zugleich die Hauptrolle spielte.
Kurz nach der Filmpremiere im Spätsommer 1942 richtete Walton Teile daraus unter dem Titel „Spitfire Prelude and Fugue“ für die Konzertbühne ein. Das Prelude untermalt in Gestalt eines patriotischen, an ähnliche Werke Elgars angelehnten Marsches den Film-Vorspann, während die Fuge auf einer Sequenz beruht, die die Montage der ersten Supermarine Spitfire zeigt, wobei die kontrapunktisch verwobenen Linien für die komplexen Beziehungen der mechanischen Bauteile stehen. Nach einem lyrischen Solo der Violine, das dem erschöpften, sterbenden Flugzeugkonstrukteur Mitchell gilt, vereinen sich Marschthema und Fuge in Untermalung des vollendeten, auf siegreiche Mission gehenden Flugzeugs.

## Uraufführung und Werkangaben
Spitfire Prelude and Fugue wurde am 2. Januar 1943 in der Philharmonic Hall Liverpool mit dem Royal Liverpool Philharmonic Orchestra unter Leitung des Komponisten uraufgeführt. Die Londoner Erstaufführung erfolgte am 21. Februar 1943 in der Royal Albert Hall mit dem London Philharmonic Orchestra und Teilen des BBC Symphony Orchestra unter Malcolm Sargent. Die erste Platteneinspielung nahm Walton noch 1943 wiederum selbst vor, diesmal mit dem Hallé-Orchester.
Die Partitur sieht folgende Besetzung vor: 2 Flöten (2. auch Piccoloflöte), 1 oder 2 Oboen, 2 Klarinetten, 1 oder 2 Fagotte, 4 Hörner, 3 Trompeten, 3 Posaunen, Tuba, Pauken, Schlagwerk mit Kleine Trommel, Becken, Glocke, Harfe und Streicher.
Die Aufführungsdauer beträgt etwa acht Minuten.
Das Autograph der Partitur wird in der Yale University aufbewahrt. 1961 erschien eine Studienpartitur bei Oxford University Press. Daneben existieren Bearbeitungen für Orgel, Militärkapelle und Brassband.